# Billecul
Billecul est une commune française située dans le département du Jura, la région culturelle et historique de Franche-Comté et la région administrative Bourgogne-Franche-Comté.
Elle fait partie de la communauté de communes Champagnole Nozeroy Jura.

## Géographie

### Climat
Pour des articles plus généraux, voir Climat de la Bourgogne-Franche-Comté et Climat du département du Jura.
En 2010, le climat de la commune est de type climat de montagne, selon une étude du Centre national de la recherche scientifique s'appuyant sur une série de données couvrant la période 1971-2000. En 2020, Météo-France publie une typologie des climats de la France métropolitaine dans laquelle la commune est exposée à un climat de montagne ou de marges de montagne et est dans la région climatique Jura, caractérisée par une forte pluviométrie en toutes saisons (1 000 à 1 500 mm/an), des hivers rigoureux et un ensoleillement médiocre.
Pour la période 1971-2000, la température annuelle moyenne est de 7,5 °C, avec une amplitude thermique annuelle de 16,3 °C. Le cumul annuel moyen de précipitations est de 1 709 mm, avec 13,2 jours de précipitations en janvier et 10,7 jours en juillet. Pour la période 1991-2020, la température moyenne annuelle observée sur la station météorologique de Météo-France la plus proche, « Cerniébaud », sur la commune de Cerniébaud à 5 km à vol d'oiseau, est de 7,9 °C et le cumul annuel moyen de précipitations est de 1 786,6 mm. 
La température maximale relevée sur cette station est de 35 °C, atteinte le 25 juillet 2019 ; la température minimale est de −26,5 °C, atteinte le 12 janvier 1987,,.
Les paramètres climatiques de la commune ont été estimés pour le milieu du siècle (2041-2070) selon différents scénarios d'émission de gaz à effet de serre à partir des nouvelles projections climatiques de référence DRIAS-2020. Ils sont consultables sur un site dédié publié par Météo-France en novembre 2022.

## Urbanisme

### Typologie
Au 1er janvier 2024, Billecul est catégorisée commune rurale à habitat très dispersé, selon la nouvelle grille communale de densité à sept niveaux définie par l'Insee en 2022.
Elle est située hors unité urbaine et hors attraction des villes,.

### Occupation des sols
L'occupation des sols de la commune, telle qu'elle ressort de la base de données européenne d’occupation biophysique des sols Corine Land Cover (CLC), est marquée par l'importance des territoires agricoles (90,8 % en 2018), une proportion identique à celle de 1990 (90,8 %). La répartition détaillée en 2018 est la suivante : 
prairies (66,1 %), zones agricoles hétérogènes (24,8 %), forêts (9,2 %). L'évolution de l’occupation des sols de la commune et de ses infrastructures peut être observée sur les différentes représentations cartographiques du territoire : la carte de Cassini (XVIIIe siècle), la carte d'état-major (1820-1866) et les cartes ou photos aériennes de l'IGN pour la période actuelle (1950 à aujourd'hui).

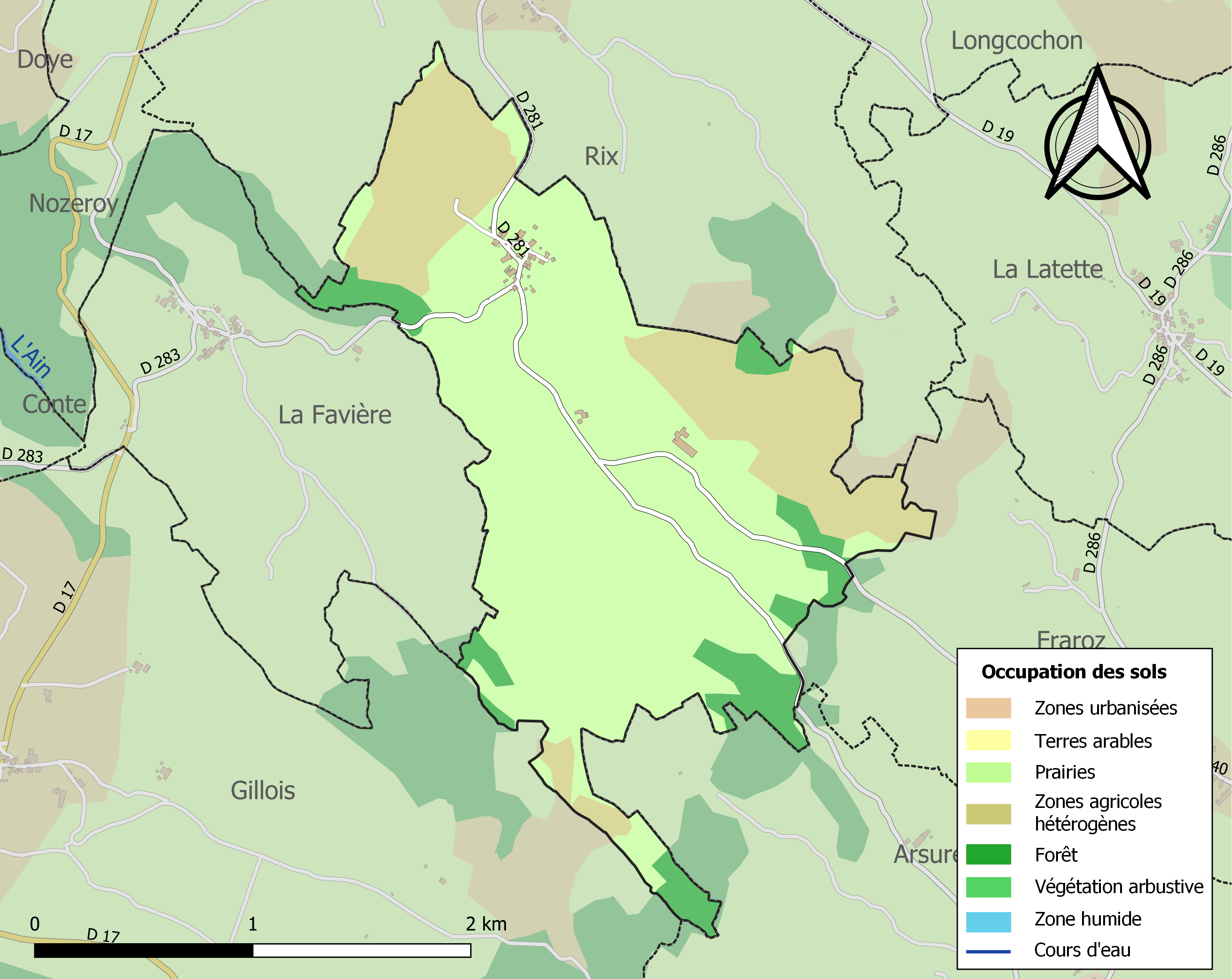
Carte des infrastructures et de l'occupation des sols de la commune en 2018 (CLC).

## Toponymie
L'explication de la toponymie particulière de Billecul proviendrait qu'à une époque, là où se trouve actuellement le mur de la mairie, il y avait une mare aux canards colverts qui plongeaient la tête en billant du cul, comme disaient les gens. Le nom leur est resté. La commune de Billecul fait partie de l'association des communes de France aux noms burlesques et chantants.

## Histoire
Le 27 mai 1364, les habitants de Billecul, Rix-Trebief et Longcochon ont payé amende de 35 florins de Florence pour user des bois de la Haute Joux à Louis de Chalons-Arlay, seigneur de Nozeroy. Ce titre a été confirmé par plusieurs actes dont un jugement rendu, sur appel, par le bailly tenant court à Nozeroy le 15 août 1510.
En 1895, grave épidémie de fièvre typhoïde.

## Politique et administration
| Période   | Période  | Identité            | Étiquette | Qualité              |
| --------- | -------- | ------------------- | --------- | -------------------- |
| 1971      |          | Bernard Courvoisier |           |                      |
| mars 2001 | 2020     | Gaston Baud         | DVG       | Agriculteur retraité |
| 2020      | En cours | Gérald Courvoisier  |           |                      |

## Démographie
L'évolution du nombre d'habitants est connue à travers les recensements de la population effectués dans la commune depuis 1793. Pour les communes de moins de 10 000 habitants, une enquête de recensement portant sur toute la population est réalisée tous les cinq ans, les populations de référence des années intermédiaires étant quant à elles estimées par interpolation ou extrapolation. Pour la commune, le premier recensement exhaustif entrant dans le cadre du nouveau dispositif a été réalisé en 2007.

En 2022, la commune comptait 56 habitants, en évolution de +24,44 % par rapport à 2016 (Jura : −0,81 %, France hors Mayotte : +2,11 %).
| 1793 | 1800 | 1806 | 1821 | 1831 | 1836 | 1841 | 1846 | 1851 |
| ---- | ---- | ---- | ---- | ---- | ---- | ---- | ---- | ---- |
| 142  | 150  | 164  | 153  | 179  | 188  | 190  | 176  | 189  |

| 1856 | 1861 | 1866 | 1872 | 1876 | 1881 | 1886 | 1891 | 1896 |
| ---- | ---- | ---- | ---- | ---- | ---- | ---- | ---- | ---- |
| 194  | 173  | 194  | 174  | 157  | 139  | 153  | 135  | 135  |

| 1901 | 1906 | 1911 | 1921 | 1926 | 1931 | 1936 | 1946 | 1954 |
| ---- | ---- | ---- | ---- | ---- | ---- | ---- | ---- | ---- |
| 115  | 111  | 106  | 100  | 101  | 91   | 77   | 101  | 85   |

| 1962 | 1968 | 1975 | 1982 | 1990 | 1999 | 2006 | 2007 | 2012 |
| ---- | ---- | ---- | ---- | ---- | ---- | ---- | ---- | ---- |
| 77   | 64   | 68   | 61   | 44   | 32   | 30   | 30   | 39   |

| 2017 | 2022 | - | - | - | - | - | - | - |
| ---- | ---- | - | - | - | - | - | - | - |
| 47   | 56   | - | - | - | - | - | - | - |

## Culture locale et patrimoine

### Lieux et monuments
- Début 2017, la commune est « réputée sans clochers »[18].
- Oratoire.
- Tilleuls pluricentenaires.

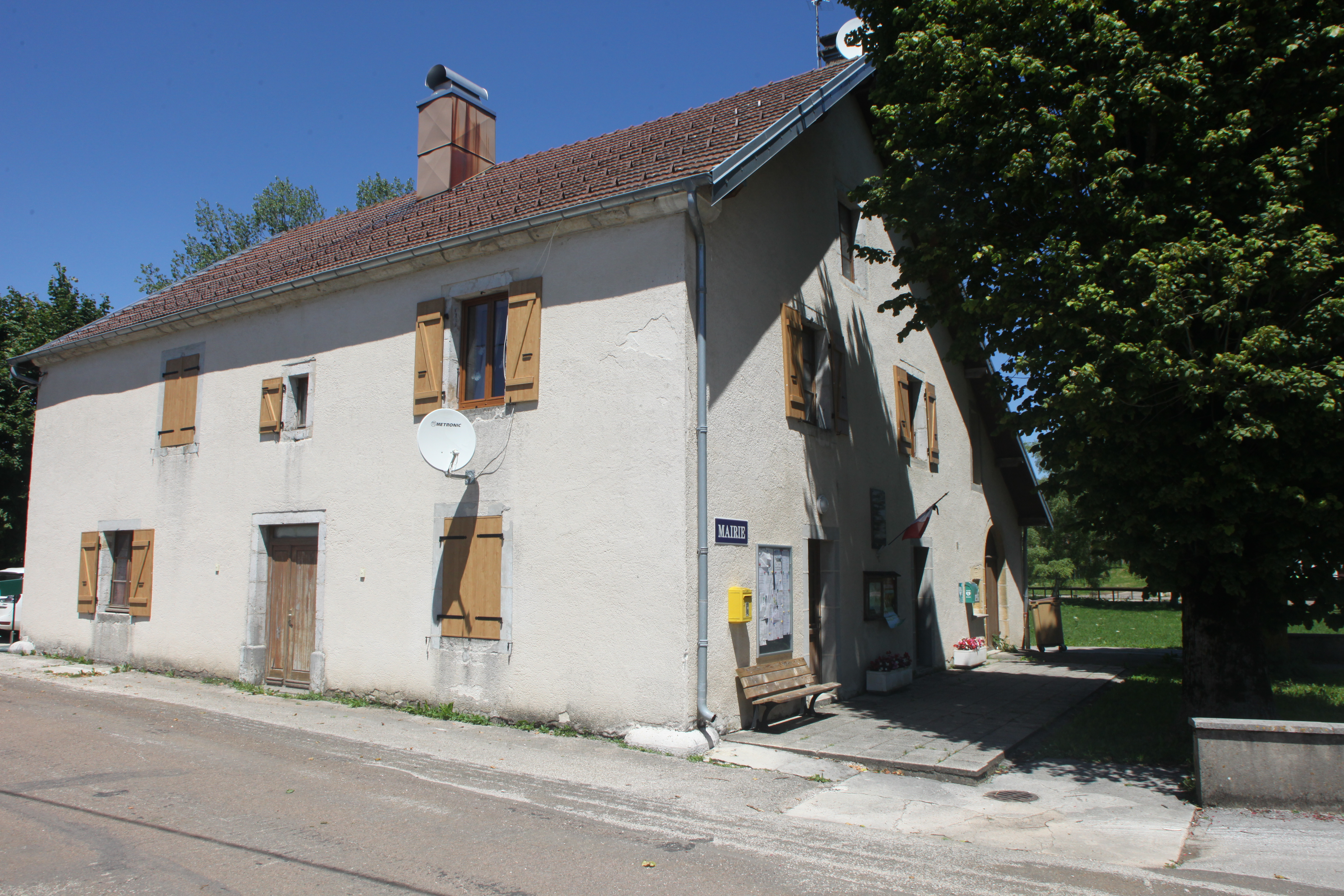
Mairie.
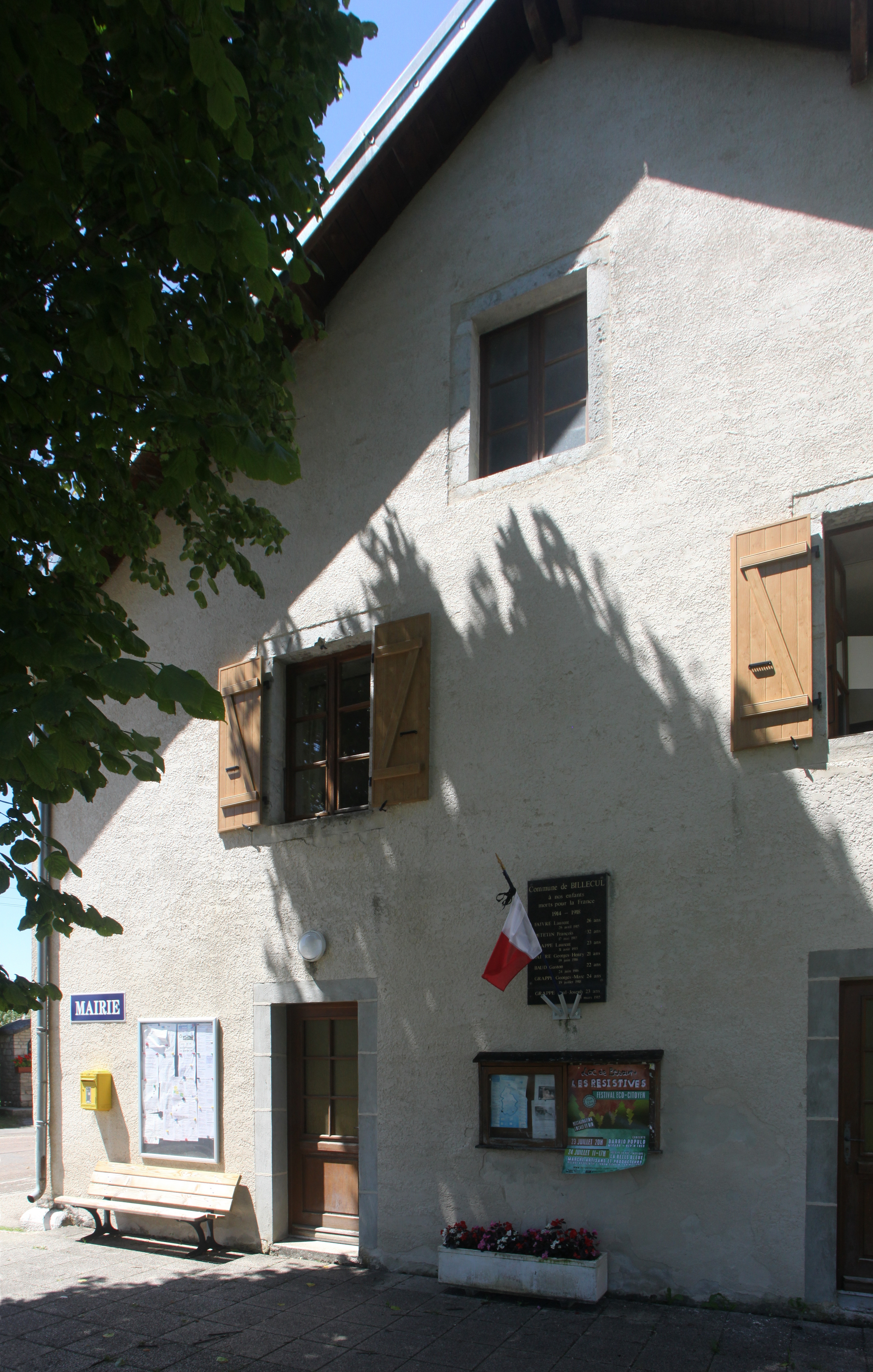
Mairie.
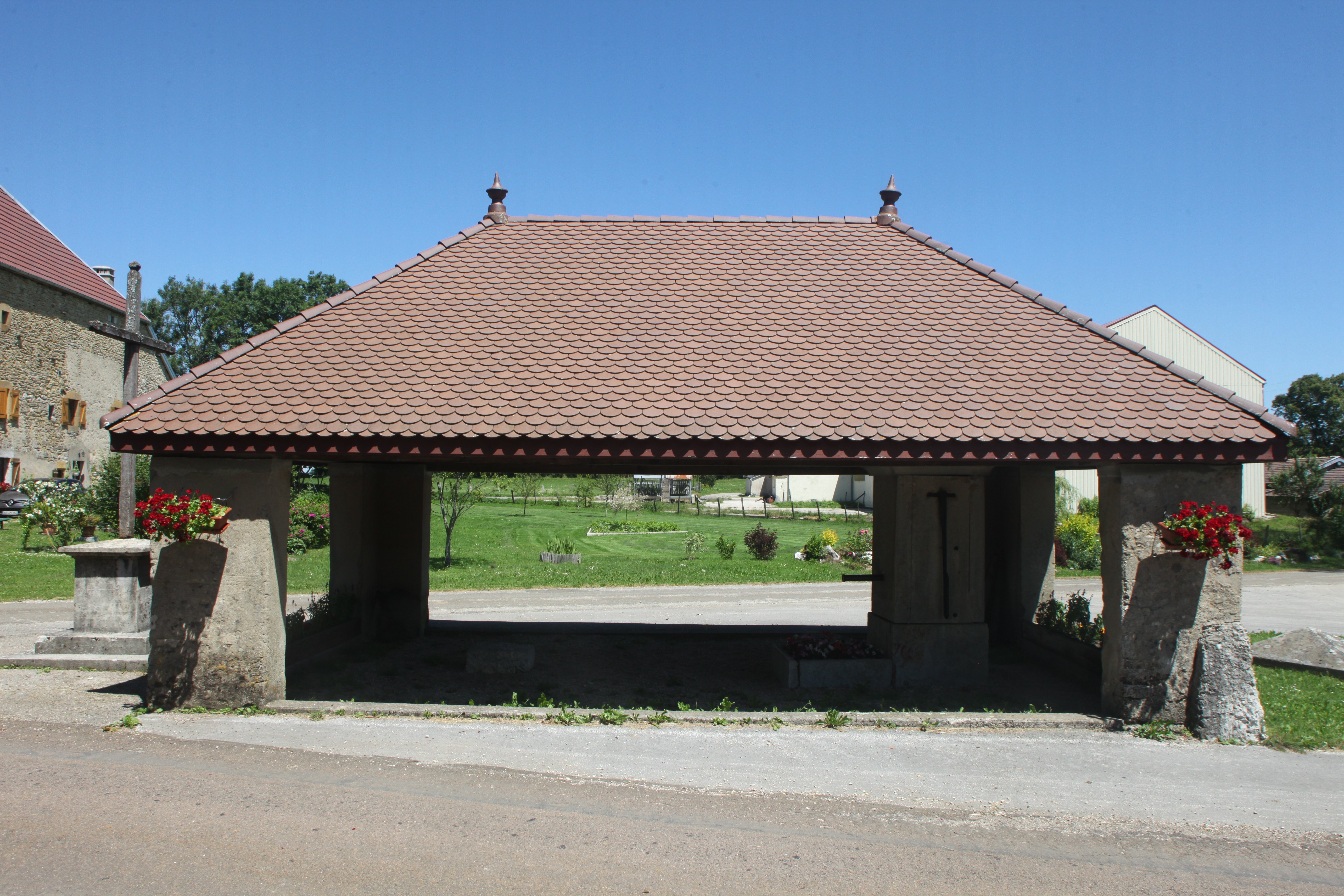
Ancienne fontaine.
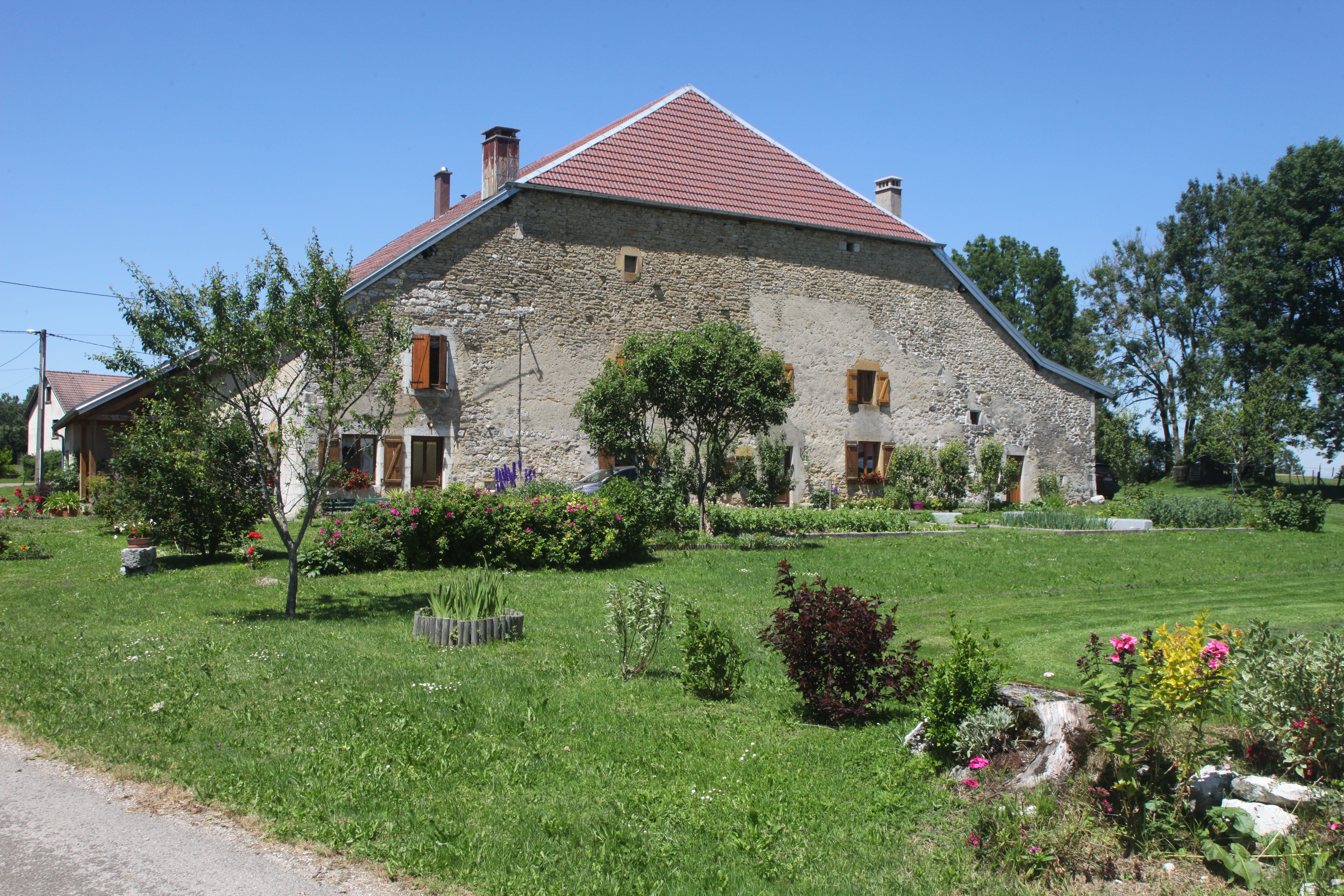
Ferme.

### Personnalités liées à la commune
Le 30 juillet 1700 est né à Billecul Claude François Dutronchet. En 1713, son frère aîné Pierre Claude, qui était camérier du pape Clément XI, obtint de ce dernier l'autorisation de le faire venir à Rome car il avait perdu ses parents. Après ses études, il fut ordonné prêtre le 26 mai 1725 et prit en religion le nom de Jean-Baptiste de Bourgogne. Malade, il fut envoyé à Naples où il décéda le 22 mars 1726. À la suite de plusieurs prodiges, il fut déclaré vénérable. Le 6 janvier 1916, Benoît XV fit un discours sur ses vertus. Le 21 août 1966, un monument à sa mémoire fut inauguré à Billecul.